# Baía Formosa
Baía Formosa is een gemeente in de Braziliaanse deelstaat Rio Grande do Norte. De gemeente telt 8.811 inwoners (schatting 2009).